# Douglas (parfumerie)
Pour les articles homonymes, voir Douglas.

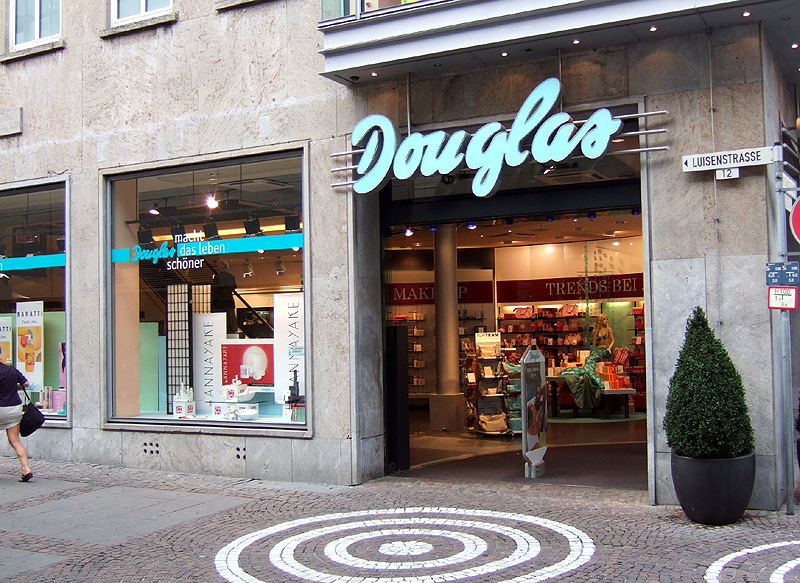
Une boutique Douglas à Darmstadt dans la Hesse

Douglas est une chaîne internationale de parfumeries allemande ayant son siège à Düsseldorf et appartenant a la société Douglas Holding. La chaîne de parfumeries possède en 2022, plus de 1 800 boutiques réparties à travers 26 pays.

## Histoire
En 1821, John Sharp Douglas, un immigré irlandais, fonde une fabrique de savons à Hambourg, nommée J.S. Douglas Söhne.
En 1910, la première parfumerie Douglas ouvre ses portes à Hambourg. En 1969, Hussel AG, dirigé par le Dr Jörn Kreke, gère les six parfumeries Douglas à Hambourg.
En 1970, Douglas s'implante en Autriche en rachetant les parfumeries « Ruttner ». Dans les années 80, Douglas s'implante aux Pays-Bas (1980), aux États-Unis (1982, aujourd'hui disparu), et en Italie (1989). 
En 1990, Douglas s'implante en France en rachetant les parfumeries « Marose ». De 1991 à 2004, Douglas s'installe en Suisse (1991), en Espagne (1994), au Portugal (1998), en Pologne, en Hongrie (2001), à Monaco (2002) en Slovénie (2003) et en République tchèque (2004). En 2004, Douglas compte 59 points de vente en France et à Monaco. Pour s'affirmer sur le marché français, Douglas rachète le groupe Elytis en 2005. En 2006, Douglas s'implante en Turquie. 
En 2010, Douglas compte 1 220 parfumeries. Douglas est aujourd'hui le meneur européen de la distribution. En février 2014, Douglas acquiert la chaîne de distribution française Nocibé pour un montant inconnu. Douglas devient un second distributeur de parfum derrière Sephora, avec 625 boutiques. Les boutiques Douglas en France se transforment par la suite en boutiques Nocibé, comme l'atteste le site Douglas qui redirige désormais le client sur www.nocibe.fr .
En mars 2017, Douglas annonce l'acquisition de Bodybelle, chaîne de parfumerie espagnole, augmentant de 200 magasins sa présence en Espagne, alors qu'il n'avait dans ce pays que 57 magasins. En mai 2017, Douglas annonce l'acquisition des chaînes de parfumerie Limoni et La Gardernia, regroupée depuis 2013 dans Leading Luxury Group. Cette acquisition fait passer le nombre de magasins Douglas en Italie de 126 à environ 626.

## Implantations

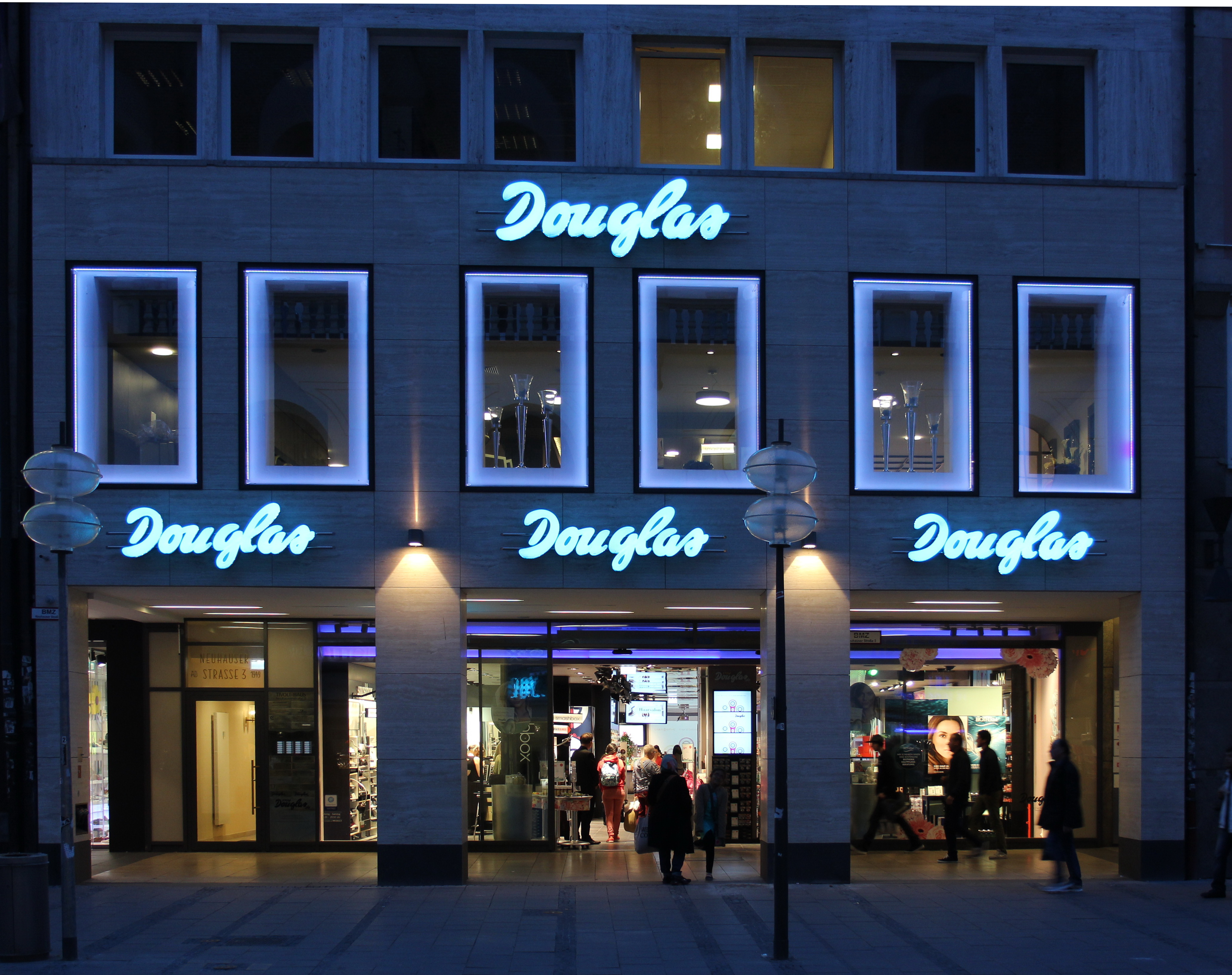
Une boutique Douglas la nuit à Munich en Allemagne sur la Kaufingerstraße en avril 2014.

| Pays                    | 1er magasin | Fermeture                                                  | Nombre de boutiques |
| ----------------------- | ----------- | ---------------------------------------------------------- | ------------------- |
| Implantations actuelles |             |                                                            |                     |
| Allemagne               | 1910 / 1969 |                                                            | 435                 |
| Autriche                | 1974        |                                                            | 46                  |
| Pays-Bas                | 1980        |                                                            | 94                  |
| France                  | 1986        | Fermeture des magasins Douglas pour devenir Nocibé en 2014 | 89                  |
| Italie                  | 1989        |                                                            | 133                 |
| Suisse                  | 1991        |                                                            | 9                   |
| Espagne                 | 1998        |                                                            | 61                  |
| Portugal                | 1998        |                                                            | 19                  |
| Pologne                 | 2001        |                                                            | 110                 |
| Hongrie                 | 2001        |                                                            | 19                  |
| Monaco                  | 2002        |                                                            | 4                   |
| Tchéquie                | 2004        |                                                            | 14                  |
| Turquie                 | 2006        |                                                            | 12                  |
| Lituanie                | 2007        |                                                            | 28                  |
| Lettonie                | 2007        |                                                            | 26                  |
| Bulgarie                | 2008        |                                                            | 15                  |
| Roumanie                | 2008        |                                                            | 15                  |
| Anciennes implantations |             |                                                            |                     |
| États-Unis              | 1982        | ?                                                          | ?                   |